# Take Care Of U
A Take Care Of U című dal az amerikai R&B énekesnő Shanice 2 kimásolt kislemeze az Every Woman Dreams című albumról.

## Megjelenés
CD Single  Playtyme Music – UL574C0300780
1. Take Care Of You (Radio) 3:55
2. Take Care Of You (Main) 4:26
3. Take Care Of You (TV) 4:24
4. Take Care Of You (Instrumental)	4:26
5. Take Care Of You (Acapella) 4:20